# Roger Rémondon
Roger Rémondon, nascut el 9 de febrer del 1923 a Saint-Étienne i mort el 10 d'octubre del 1971 a París, fou un historiador francès, especialista en papirologia grega.

## Biografia
Durant la Segona Guerra Mundial, Rémondon s'uní als Chantiers de la jeunesse française. El 23 de juny del 1943, fou destinat juntament amb cent cinquanta altres joves a un grup especial a Brageirac, on treballà directament pels alemanys en un aeròdrom situat a uns quilòmetres de la ciutat. Llicenciat de Brageirac el 26 de juliol del mateix any, s'establí a Saint-Étienne, on vivien els seus pares, i començà a estudiar l'alemany. Cridat pel servei laboral obligatori (STO) el setembre del 1943, l'administració de l'École Normale Supérieure li proposà venir a la rue d'Ulm per treballar com a intèrpret en els serveis de treball obligatori a París.
Fou successivament alumne de l'École Normale Supérieure, agregat de gramàtica (1949) i intern de l'Institut Francès d'Arqueologia Oriental del Caire. Entre altres coses, fou director d'estudis de l'École pratique des hautes études (catedràtric de Papirologia i Història de l'Egipte Grecoromà) i professor d'Història a la Universitat Lilla III.
Escrigué una síntesi sobre el declivi de l'Imperi Romà d'Occident titulada La Crise de l'Empire romain : de Marc Aurèle à Anastase, part de la col·lecció «Nouvelle Clio» de Presses universitaires de France.
El 10 d'octubre del 1971 morí d'un infart de miocardi al seu apartament parisenc. Tenia 48 anys.

## Selecció d'obres
- L'Égypte et la suprême résistance au christianisme (ve-viie siècles), Imprimerie de l'Institut français d'archéologie orientale, El Caire, 1952.
- Papyrus grecs d'Appollônos Anô, Imprimerie de l'Institut français d'archéologie orientale, Société d'archéologie copte, 1953.
- Le Monastère de Phoebammon dans la Thébaïde, Société d'archéologie copte, El Caire, 1961.
- La Crise de l'Empire romain : de Marc Aurèle à Anastase, Presses universitaires de France, París, 1964 (presentació).